# Шотландская Премьер-лига
Шотла́ндская Премье́р-ли́га (англ. Scottish Premier League, SPL) — упразднённая высшая футбольная лига для профессиональных футбольных клубов Шотландии. Лига была образована в 1998 году по образцу английской Премьер-лиги, путём выделения её из состава Футбольной лиги Шотландии. Премьер-лига была упразднена в 2013 году, когда она обратно слилась с Футбольной лигой страны, образовав новую Шотландскую профессиональную футбольную лигу.
За годы существования лиги в ней приняли участие 19 клубов, но победителями становились только два коллектива — вечные оппоненты по «Old Firm» «Рейнджерс» и «Селтик».

## История создания
Большую часть своей истории Футбольная лига Шотландии имела двухдивизиональную структуру (Первый и Второй дивизионы), между которыми клубы повышались или понижались в классе по итогам каждого сезона. В середине 70-х годов XX века это деление было признано устаревшим. Система была разделена на три части — Премьер-дивизион (бывший Первый дивизион), Первый дивизион (бывший Второй дивизион) и Второй дивизион. Данная градация вступила в силу с сезона 1975/76 и просуществовала до футбольного года 1994/95, когда к уже существующим дивизионам добавился ещё один — Третий. В то же время число команд в каждой лиге уравнялось до 10 клубов.
8 сентября 1997 года клубы высшего дивизиона коллективным голосованием решили выйти из Футбольной лиги Шотландии, образовав Шотландскую Премьер-лигу. За образец была взята аналогичная структура в Англии, созданная перед сезоном 1992/93. Это решение подпитывалось желанием топ-клубов сохранять больше доходов от своей деятельности без указаний вышестоящей инстанции, так как изначально все спонсорские средства распределялись в равных долях между всеми командами четырёх дивизионов. После образования Премьер-лиги её члены сохранили все свои доходы, единственными общепризнанными расходами стали взнос за участие в турнире и обязательный платёж вылетевшему из ШПЛ коллективу.

## Формат турнира

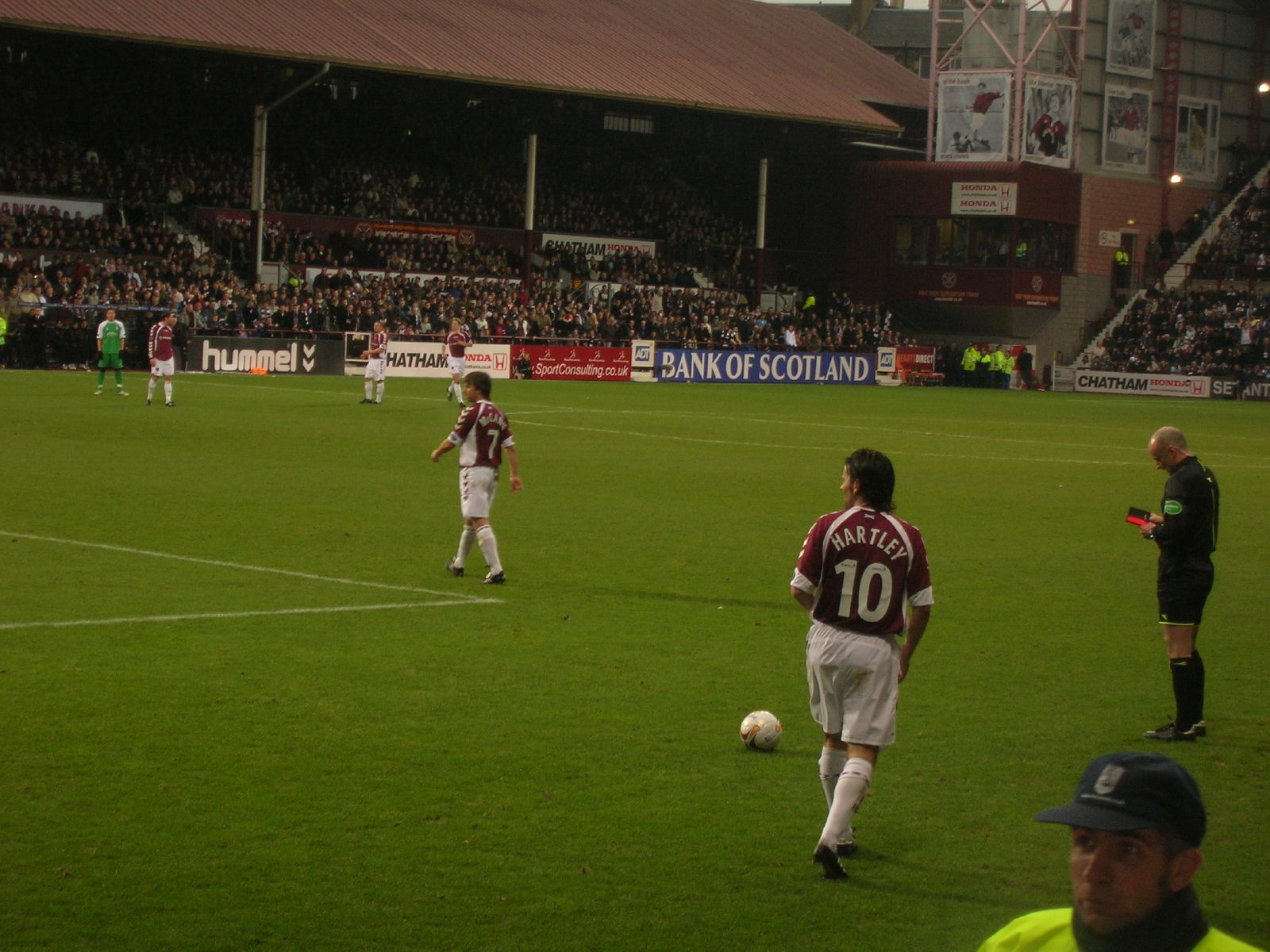
Эдинбургское дерби между клубами «Харт оф Мидлотиан» и «Хиберниан» на арене «Тайнкасл», декабрь 2006

Команды получали три очка за победу, одно — за ничью, ноль — за поражение. В турнирной таблице клубы ранжировались по очкам, затем по разнице мячей, далее по забитым мячам.

### «Разделённый» формат
Первоначально Премьер-лига насчитывала 10 клубов. Перед сезоном 2000/01 число участников было расширено до 12, и в этом формате турнир оставался вплоть до своего упразднения в 2013 году. С увеличением количества участников турнир претерпел и другие изменения — в частности, был введён «разделённый» формат проведения соревнования. Данное мероприятие позволило избежать тяжёлого 44-матчевого графика, когда команды были бы вынуждены играть между собой в четыре круга. Этот формат существовал ещё во времена Премьер-дивизиона, но из-за слишком большого количества игр в футбольном году от него решили отказаться.
Сезон, который длился с июля по май следующего года, был разделён на два этапа. В первой части чемпионата каждый клуб играл со всеми своими одиннадцатью оппонентами по три раза: два — на домашней арене, один — в гостях, или наоборот. После этого команды разделялись на две «шестёрки» согласно количеству набранных очков. Во второй фазе турнира каждый клуб играл по разу с каждым коллективом из своей «шестёрки». Очки, набранные командами на первом этапе первенства, переносились во вторую. Но даже, если клуб завоёвывал больше или меньше баллов, чем коллектив, ранжированный выше или ниже в другой «шестёрке», он не мог его опередить или понизиться в месте.
Перед началом каждого розыгрыша официальные представители Премьер-лиги составляли некий прогноз итогового положения команд в грядущем сезоне — это влияло на то, сколько игр дома (две или одну) сыграет тот или иной коллектив в ходе первой части чемпионата. Этот рейтинг составлялся на основании выступлений клубов в предыдущие годы. Но так как данный прогноз носил субъективное мнение, зачастую итоговое положение команд оказывалось далеко от предсказанного. Как результат, бывали случаи, когда клуб в ходе сезона играл против одного соперника три раза дома и один на выезде.
Часто «разделённый» формат подвергался критике со стороны футбольных специалистов. Так в 2007 году Крейг Левейн, бывший в то время наставником «Данди Юнайтед», назвал структуру чемпионата «бредовой», утверждая, что из-за этого «клубы потеряли часть доходов» и «усилилось давление на менеджеров». В том же году главный тренер «Рейнджерс» Уолтер Смит высказался про формат, как «несправедливый», призвав расширить количество участников Премьер-лиги до 18, чтобы иметь возможность играть турнир в два круга безо всякого разделения. Руководство Премьер-лиги выступило с защитой структуры проведения соревнования. Оно также отвергло возможность увеличения числа клубов по причине отсутствия достаточного количества сильных коллективов в Футбольной лиге. В мае 2008 года менеджер «Килмарнока» Джим Джеффрис также выступил за реструктуризацию лиги по причине падения мотивации команд при встречах с одним и тем же соперником по четыре раза за сезон.

### Повышение и понижение в классе
По итогам каждого сезона клуб, занявший последнее место в Премьер-лиге, покидал элитный дивизион, менявшись местами с командой-победителем Первого дивизиона при условии, что последний удовлетворял критериям участия в высшей лиге Шотландии. Данные критерии часто вызывали критику и недовольство. К примеру, в 2003 году президенты клубов Премьер-лиги выступили против предоставления победителю Первого дивизиона, «Фалкирку», места в лиге по причине того, что домашняя арена «детей» имела вместимость всего восемь тысяч человек вместо положенных десяти. Не помогло даже любезное предложение клуба «Эйрдри Юнайтед» предоставить свой стадион фолкерской команде для выступлений. В итоге неудачник Премьер-лиги «Мотеруэлл» остался в высшем дивизионе страны только за счёт наличия подходящей арены.
Та же ситуация почти повторилась и в 2004 году. «Инвернесс Каледониан Тисл», победивший в турнире Первого дивизиона не смог получить допуск в элитную лигу, так как его домашний стадион, «Каледония», насчитывал всего чуть более шести тысяч человек по вместимости. Разрешение на участие последовало лишь тогда, когда один из старейших коллективов Шотландии «Абердин», заявил о своей готовности «пустить» «тисл» на «Питтодри». Через год критерий вместимости стадионов был снижен до минимального уровня в шесть тысяч человек, что позволило «Инвернессу» вернуться на домашнюю арену во время сезона 2005/06.

### Доминирование «Old Firm»

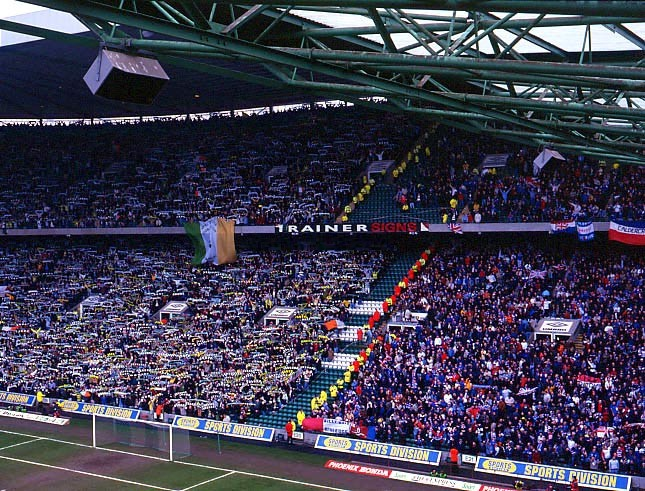
Болельщики «Селтика» и «Рейнджерс», разделённые полицейским кордоном, на одном из матчей дерби Old Firm.

Одной из главных причин критика Премьер-лиги было доминирование клубов «Old Firm» — «Селтика» и «Рейнджерс». С 1985 года ни один другой клуб не выигрывал национальное первенство. Более того, до банкротства «джерс» в 2012 году и его изгнания в низшие дивизионы шотландского футбола, был всего лишь один сезон 2005/06, когда «Харт оф Мидлотиан» удалось «вклиниться» между представителями «Старой Фирмы» в борьбе за победу в чемпионате страны. Несмотря на то, что в других европейских лигах доминировали по несколько клубов, «Old Firm» безраздельно главенствовала в «горском» футболе с образования Футбольной лиги страны, за исключением некоторых недолгих периодов. Посещаемость домашних игр клубов «Старой Фирмы» значительно выше других шотландских команд, следовательно «Селтик» и «Рейнджерс» всегда получали больше дохода, чтобы затем, в свою очередь, приобрести более квалифицированных футболистов. Обе команды также всегда имели дополнительную выручку от постоянного их участия в еврокубках.
Несмотря на всё это «кельты» и «джерс» испытывали серьёзные трудности в конкуренции с большими клубами из других стран по возможностям трансферных плат и предложений новым игрокам высоких зарплат в связи с относительно низким доходом Премьер-лиги от продажи телевизионных прав на трансляцию матчей турнира. Вследствие всё более часто стали звучать разговоры о возможном присоединении команд «Old Firm» к английским лигам, создания Атлантической лиги (вместе с другими коллективами из Нидерландов, Португалии и Бельгии) и Суперлиги. Эти слухи породили, как противников этого, считавших, что отъезд «Селтика» и «Рейнджерс» пагубно скажется на шотландском футболе, так и людей, считавших это благом. Так Крейг Левейн отметил, что в случае отсоединения «Старой Фирмы» уровень местного футбола только возрастёт, так как обострится борьба других клубов за титул чемпиона страны. Но представители ФИФА прекратили эти домыслы, пояснив, что такое развитие ситуации исключено. А в 2012 году банкротство и введение внешнего управления в «Рейнджерс» и вовсе далеко отодвинули перспективу выхода «Old Firm» из шотландского футбола
В марте 2013 года исполнительный директор «джерс» Чарльз Грин заявил, что глазговцы могут присоединиться к Футбольной Конференции Англии, и в этом им поможет Закон о конкуренции Европейского союза. Также Грин предположил, что не пройдёт и десяти лет, как «Рейнджерс» и «Селтика» не будет в футбольной системе Шотландии. Главный тренер национальной сборной «горской» страны Гордон Стракан отметил, что наилучшим выходом из сложившейся ситуации было бы включение клубов «Старой Фирмы» в Европейскую Суперлигу.

### Зимний перерыв
Начиная с сезона 1998/99 в Шотландской Премьер-лиге был введён зимний перерыв в играх, в январе каждого футбольного года. В 2001 году от него решили отказаться. Это привело к тому, что достаточное количество матчей было отменено из-за снегопадов и холодной погоды. Многие тренеры Премьер-лиги, среди которых были Мартин О’Нил, Джим Даффи и Уолтер Смит, призвали восстановить зимний перерыв. Другой известный специалист Алекс Маклиш раскритиковал руководство лиги, назвав отмену перерыва «возвратом в Средневековье».

### Квалификация в еврокубки
Перед сезоном 1998/99 шотландский чемпионат занимал 26-е место в таблице коэффициентов УЕФА, к концу футбольного года 2007/08 ШПЛ сумела подняться на десятое место этого рейтинга. Но к окончанию сезона 2012/13 Премьер-лига вновь откатилась назад, заняв 24-ю позицию в таблице коэффициентов.
В 2003 году «Селтик» стал первым с 1987 года шотландским клубом, сумевшим пробиться в финал еврокубкового турнира — «кельты» достигли финала Кубка УЕФА, где в дополнительное время уступили португальскому «Порту» со счётом 2:3. В сезоне 2003/04 благодаря высокому месту Премьер-лиги в таблице коэффициентов УЕФА впервые в истории в розыгрыше турнира Лиги чемпионов приняли участие сразу две «горских» команды («Селтик» и «Рейнджерс»). Через два года «джерс» первыми среди шотландских коллективов пробились в раунд плей-офф главного клубного турнира Европы. Спустя ещё два сезона это достижение повторил и «Селтик».

## Статистика

### Чемпионаты
| Сезон   | Победитель | Второе место      | Третье место      | Вылетевшая команда        | Лучший бомбардир                                | Игрок года по версии футболистов                  | Игрок года по версии журналистов |
| ------- | ---------- | ----------------- | ----------------- | ------------------------- | ----------------------------------------------- | ------------------------------------------------- | -------------------------------- |
| 1998/99 | Рейнджерс  | Селтик            | Сент-Джонстон     | Данфермлин Атлетик        | Хенрик Ларссон — 29 (Селтик)                    | Хенрик Ларссон (Селтик)                           | Хенрик Ларссон (Селтик)          |
| 1999/00 | Рейнджерс  | Селтик            | Харт оф Мидлотиан | —                         | Марк Видука — 25 (Селтик)                       | Марк Видука (Селтик)                              | Барри Фергюсон (Рейнджерс)       |
| 2000/01 | Селтик     | Рейнджерс         | Хиберниан         | Сент-Миррен               | Хенрик Ларссон — 35 (Селтик)                    | Хенрик Ларссон (Селтик)                           | Хенрик Ларссон (Селтик)          |
| 2001/02 | Селтик     | Рейнджерс         | Ливингстон        | Сент-Джонстон             | Хенрик Ларссон — 29 (Селтик)                    | Лоренцо Аморузо (Рейнджерс)                       | Пол Ламберт (Селтик)             |
| 2002/03 | Рейнджерс  | Селтик            | Харт оф Мидлотиан | —                         | Хенрик Ларссон — 28 (Селтик)                    | Барри Фергюсон (Рейнджерс)                        | Барри Фергюсон (Рейнджерс)       |
| 2003/04 | Селтик     | Рейнджерс         | Харт оф Мидлотиан | Партик Тисл               | Хенрик Ларссон — 30 (Селтик)                    | Крис Саттон (Селтик)                              | Джеки Макнамара (Селтик)         |
| 2004/05 | Рейнджерс  | Селтик            | Хиберниан         | Данди                     | Джон Хартсон 25 (Селтик)                        | Джон Хартсон (Селтик) Фернандо Риксен (Рейнджерс) | Джон Хартсон (Селтик)            |
| 2005/06 | Селтик     | Харт оф Мидлотиан | Рейнджерс         | Ливингстон                | Крис Бойд — 32 (15 — Килмарнок, 17 — Рейнджерс) | Шон Малони (Селтик)                               | Крейг Гордон (Харт оф Мидлотиан) |
| 2006/07 | Селтик     | Рейнджерс         | Абердин           | Данфермлин Атлетик        | Крис Бойд — 20 (Рейнджерс)                      | Сюнсукэ Накамура (Селтик)                         | Сюнсукэ Накамура (Селтик)        |
| 2007/08 | Селтик     | Рейнджерс         | Мотеруэлл         | Гретна                    | Скотт Макдональд — 25 (Селтик)                  | Эйден Макгиди (Селтик)                            | Карлос Куэльяр (Рейнджерс)       |
| 2008/09 | Рейнджерс  | Селтик            | Харт оф Мидлотиан | Инвернесс Каледониан Тисл | Крис Бойд — 27 (Рейнджерс)                      | Скотт Браун (Селтик)                              | Гэри Колдуэлл — (Селтик)         |
| 2009/10 | Рейнджерс  | Селтик            | Данди Юнайтед     | Фалкирк                   | Крис Бойд — 23 (Рейнджерс)                      | Стивен Дэвис (Рейнджерс)                          | Дэвид Уэйр (Рейнджерс)           |
| 2010/11 | Рейнджерс  | Селтик            | Харт оф Мидлотиан | Гамильтон Академикал      | Кенни Миллер — 21 (Рейнджерс)                   | Эмилио Исагирре (Селтик)                          | Эмилио Исагирре (Селтик)         |
| 2011/12 | Селтик     | Рейнджерс         | Мотеруэлл         | Данфермлин Атлетик        | Гэри Хупер — 24 (Селтик)                        | Чарли Малгрю (Селтик)                             | Чарли Малгрю (Селтик)            |
| 2012/13 | Селтик     | Мотеруэлл         | Сент-Джонстон     | Данди                     | Майкл Хигдон — 26 (Мотеруэлл)                   | Майкл Хигдон (Мотеруэлл)                          | Ли Гриффитс (Хиберниан)          |

### Сводная таблица
| Поз. | Клуб                      | Сезоны | М   | В   | Н   | П   | МЗ   | МП  | РМ   | О    | Ср.   | Чемпионы | 2-е место | 3-е место | 4-е место |
| ---- | ------------------------- | ------ | --- | --- | --- | --- | ---- | --- | ---- | ---- | ----- | -------- | --------- | --------- | --------- |
| 1    | Селтик                    | 15     | 566 | 412 | 82  | 72  | 1304 | 453 | +851 | 1318 | 2.329 | 8        | 7         |           |           |
| 2    | Рейнджерс                 | 14     | 528 | 364 | 93  | 71  | 1150 | 418 | +732 | 1175 | 2.225 | 7        | 6         | 1         |           |
| 3    | Харт оф Мидлотиан         | 15     | 566 | 229 | 139 | 198 | 733  | 670 | +63  | 826  | 1.459 |          | 1         | 5         | 1         |
| 4    | Мотеруэлл                 | 15     | 566 | 195 | 132 | 239 | 708  | 839 | −131 | 717  | 1.267 |          | 1         | 2         | 1         |
| 5    | Килмарнок                 | 15     | 566 | 189 | 145 | 232 | 685  | 811 | −126 | 712  | 1.258 |          |           |           | 3         |
| 6    | Абердин                   | 15     | 566 | 188 | 143 | 235 | 651  | 785 | −134 | 707  | 1.249 |          |           | 1         | 4         |
| 7    | Хиберниан                 | 14     | 530 | 183 | 134 | 213 | 712  | 761 | −49  | 683  | 1.289 |          |           | 2         | 2         |
| 8    | Данди Юнайтед             | 15     | 566 | 173 | 162 | 231 | 674  | 845 | −171 | 681  | 1.203 |          |           | 1         | 2         |
| 9    | Инвернесс Каледониан Тисл | 8      | 304 | 97  | 83  | 124 | 380  | 417 | −37  | 374  | 1.23  |          |           |           | 1         |
| 10   | Сент-Джонстон             | 8      | 300 | 90  | 87  | 123 | 307  | 398 | −91  | 357  | 1.19  |          |           | 2         |           |
| 11   | Данфермлин Атлетик        | 9      | 340 | 83  | 89  | 168 | 335  | 565 | −230 | 338  | 0.994 |          |           |           | 1         |
| 12   | Данди                     | 8      | 300 | 87  | 70  | 143 | 333  | 478 | −142 | 331  | 1.103 |          |           |           |           |
| 13   | Сент-Миррен               | 8      | 304 | 68  | 91  | 145 | 277  | 446 | −169 | 295  | 0.97  |          |           |           |           |
| 14   | Фалкирк                   | 5      | 190 | 51  | 48  | 91  | 197  | 277 | −80  | 201  | 1.058 |          |           |           |           |
| 15   | Ливингстон                | 5      | 190 | 48  | 45  | 97  | 205  | 306 | −101 | 189  | 0.995 |          |           | 1         |           |
| 16   | Гамильтон Академикал      | 3      | 114 | 30  | 26  | 58  | 93   | 158 | −65  | 116  | 1.018 |          |           |           |           |
| 17   | Партик Тисл               | 2      | 76  | 14  | 19  | 43  | 76   | 125 | −49  | 61   | 0.803 |          |           |           |           |
| 18   | Росс Каунти               | 1      | 38  | 13  | 14  | 11  | 47   | 48  | −1   | 53   | 1.395 |          |           |           |           |
| 19   | Гретна                    | 1      | 38  | 5   | 8   | 25  | 32   | 83  | −51  | 13   | 0.342 |          |           |           |           |

### Бомбардиры
Крис Бойд, выступавший за клубы «Килмарнок» и «Рейнджерс», является лучшим бомбардиром в истории шотландской Премьер-лиги со 167 забитыми голами. Он побил достижение предыдущего рекордсмена Хенрика Ларссона в 158 мячей, пять раз поразив ворота «Данди Юнайтед» 30 декабря 2009 года. Бойд и Ларссон — единственные игроки ШПЛ, сумевшие преодолеть рубеж в сто забитых голов. Но тем не менее они не смогли превзойти рекорды бомбардиров предшественника Премьер-лиги, Футбольной лиги Шотландии, Джимми Макгрори и Боба Макфейла, которые более трёхсот раз поражали ворота оппонентов в матчах национального первенства.

#### Десять лучших бомбардиров шотландской Премьер-лиги

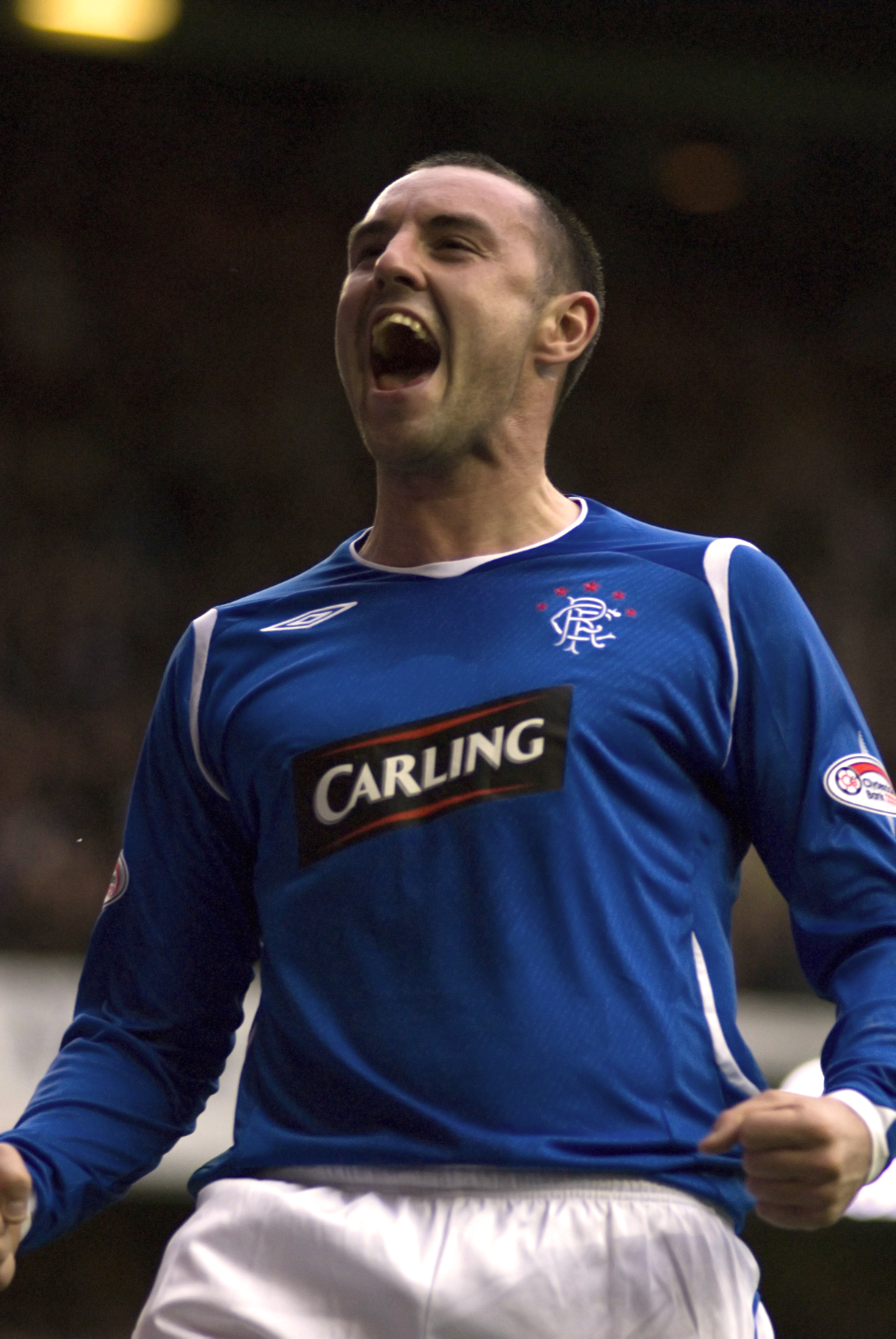
Крис Бойд — лучший бомбардир шотландской Премьер-лиги за всю её историю.

| Место | Игрок            | Клубы                                                                                        | Голы |
| ----- | ---------------- | -------------------------------------------------------------------------------------------- | ---- |
| 1     | Крис Бойд        | Килмарнок (2001—2006) Рейнджерс (2006—2010) Килмарнок (2013)                                 | 167  |
| 2     | Хенрик Ларссон   | Селтик (1998—2004)                                                                           | 158  |
| 3     | Дерек Райордан   | Хиберниан (2001—2006) Селтик (2006—2008) Хиберниан (2008—2011) Сент-Джонстон (2012)          | 95   |
| 4     | Скотт Макдональд | Мотеруэлл (2004—2007) Селтик (2007—2010)                                                     | 93   |
| 5     | Джон Хартсон     | Селтик (2001—2006)                                                                           | 88   |
| 6     | Кенни Миллер     | Хиберниан (1999—2000) Рейнджерс (2000—2001) Селтик (2006—2007) Рейнджерс (2008—2011)         | 75   |
| 7     | Майкл Хигдон     | Фалкирк (2007—2009) Сент-Миррен (2009—2011) Мотеруэлл (2011—2013)                            | 73   |
| 7     | Начо Ново        | Данди (2002—2004) Рейнджерс (2004—2010)                                                      | 73   |
| 9     | Энтони Стоукс    | Фалкирк (2006—2007) Хиберниан (2009—2010) Селтик (2010—2013)                                 | 67   |
| 10    | Колин Ниш        | Данфермлин Атлетик (1999—2003) Килмарнок (2003—2008) Хиберниан (2008—2011) Данди (2012—2013) | 64   |

## Рекорды и награды
Самая крупная домашняя победа9:0, «Селтик» против «Абердина» (6 ноября 2010)
Самая крупная победа на выезде8:1 «Селтик» против «Данфермлин Атлетик» (19 февраля 2006)
Самый крупный счёт6:6, «Мотеруэлл» против «Хиберниана» (5 мая 2010)
Наибольшее количество победных матчей подряд25, «Селтик» (сезон 2003/04)
Наибольшее количество матчей без поражений подряд32, «Селтик» (сезон 2003/04)
Наибольшее количество проигранных матчей подряд10, «Партик Тисл» (сезон 2003/04)
Наибольшее количество матчей без побед подряд22, «Гамильтон Академикал» (сезон 2010/11)
Наибольшее количество матчей без забитых голов подряд9, «Данфермлин Атлетик» (сезон 2006/07)
Наибольшее количество очков, набранных по итогам сезона103, «Селтик» (сезон 2001/02)
Наименьшее количество очков, набранных по итогам сезона13, «Гретна» (сезон 2007/08)
Наибольшее количество голов, забитых командой в сезоне105, «Селтик» (сезон 2003/04)
Наименьшее количество голов, забитых командой в сезоне23, «Сент-Джонстон» (сезон 2010/11)
Наибольшее количество голов, пропущенных командой в сезоне83, «Абердин» (сезон 1999/00), «Гретна» (сезон 2007/08)
Наименьшее количество голов, пропущенных командой в сезоне18, «Селтик» (сезон 2001/02)
Наибольшее количество побед в сезоне33, «Селтик» (сезон 2001/02)
Наименьшее количество побед в сезоне4, «Данфермлин Атлетик» (сезон 1998/99), «Ливингстон» (сезон 2005/06)
Наименьшее количество поражений в сезоне1, «Селтик» (сезон 2001/02)
Наибольшее количество поражений в сезоне28, «Ливингстон» (сезон 2005/06)
Наибольшее количество ничей в сезоне16, «Данфермлин Атлетик» (сезон 1998/99), «Сент-Миррен» (сезон 2011/12)